# Iwan Nosow
Iwan Pietrowicz Nosow (ros. Иван Петрович Носов, ur. 9 maja?/21 maja 1888 we wsi Kasiticha w guberni niżnonowogrodzkiej, zm. 27 listopada 1937) – radziecki działacz partyjny, członek KC WKP(b) (1930–1937).

## Życiorys
Od 1905 w SDPRR, od listopada 1914 do sierpnia 1917 służył w rosyjskiej armii, od sierpnia 1917 przewodniczący komitetu fabrycznego SDPRR(b) fabryki chemicznej w Niżnym Nowogrodzie, od marca 1918 kierownik Wydziału Organizacyjnego Gubernialnego Sownarchozu w Niżnym Nowogrodzie. Od września 1918 członek wasilsurskiego komitetu rewolucyjnego w guberni niżnonowogrodzkiej, towarzysz przewodniczącego powiatowej rady wasilsurskiej i przewodniczący wasilsurskiej powiatowej Czeki oraz powiatowego komitetu RKP(b) w Wasilsursku. Od czerwca do grudnia 1919 przewodniczący komitetu wykonawczego siemionowskiej rady rejonowej i sekretarz siemionowskiego rejonowego komitetu RKP(b), od grudnia 1919 przewodniczący aleksiejewskiego miejskiego komitetu rewolucyjnego (gubernia woroneska) i sekretarz woroneskiego gubernialnego komitetu RKP(b), od marca do czerwca 1921 sekretarz odpowiedzialny woroneskiego gubernialnego komitetu RKP(b). Od czerwca do listopada 1921 sekretarz odpowiedzialny permskiego gubernialnego komitetu RKP(b), od listopada 1921 do lipca 1922 sekretarz odpowiedzialny Komitetu Okręgowego RKP(b) w Teodozji, potem sekretarz odpowiedzialny sewastopolskiego okręgowego/rejonowego komitetu RKP(b), od 16 maja 1924 do czerwca 1925 sekretarz odpowiedzialny Krymskiego Obwodowego WKP(b). Od 31 maja 1924 do 18 grudnia 1925 członek Centralnej Komisji Kontroli WKP(b), od czerwca 1925 do 5 lipca 1929 sekretarz odpowiedzialny twerskiego gubernialnego komitetu WKP(b), od 31 grudnia 1925 do 26 czerwca 1930 zastępca członka KC WKP(b), od 9 maja do 5 lipca 1929 przewodniczący Biura Organizacyjnego WKP(b) na okręg twerski, od czerwca 1929 do stycznia 1930 sekretarz odpowiedzialny Moskiewskiego Komitetu Okręgowego WKP(b). Od stycznia 1929 do stycznia 1932 sekretarz Moskiewskiego Komitetu Okręgowego WKP(b), od 13 lipca 1930 do 12 października 1937 członek KC WKP(b), od stycznia 1932 do 11 marca 1936 I sekretarz Iwanowskiego Przemysłowego Komitetu Obwodowego WKP(b), od 11 marca 1936 do 8 sierpnia 1937 I sekretarz Iwanowskiego Komitetu Obwodowego WKP(b).
26 sierpnia 1937 aresztowany, następnie skazany na śmierć przez Wojskowe Kolegium Sądu Najwyższego ZSRR i rozstrzelany. 26 listopada 1955 pośmiertnie zrehabilitowany.